# Санта-Крус-ла-Реал
Санта-Крус ла Реал (исп. Convento de Santa Cruz la Real) — католический монастырь в Сеговии. Нынешнее здание монастыря было перестроено по велению Католических королей. Оно включает монастыри, церковь и пещеру Санто-Доминго, куда святой Доминик удалялся для покаяния.
Особого внимания заслуживает портал церкви, выполненный в испано-фламандском готическом стиле. Это был персональный заказ королевы Изабеллы, которая изображена здесь молящейся вместе со своим супругом. Церковь имеет только один неф, покрытый нервюрными сводами. Капелла-пещера святого Доминика также покрыта нервюрным сводом и имеет красивый, богато украшенный портал. Сейчас здесь располагается институт предпринимательства.

## История
Монастырь был основан в 1218 году. Долгое время принадлежал ордену доминиканцев. Монастырь был первым доминиканским домом, основанным на полуострове в 1218 году. Первые доминиканцы прибыли в 1217 году. Святой Доминик, основатель монастыря, прибыл в Сеговию в следующем году, где он какое-то время он жил в пещере и практиковал покаяние. В этом месте и был построен доминиканский монастырь, который был перестроен во второй половине XIII века. Во времена католических монархов старые помещения были заменены новыми постройками. Святая пещера была сохранена как центр поклонения.
В XVI веке было выстроено нынешнее здание. В 1836 году строения были реквизированы.
Сейчас в зданиях бывшего монастыря располагается университет IE Universidad.